# Långgölen (Asby socken, Östergötland)
Långgölen är en sjö i Ydre kommun i Östergötland och ingår i Motala ströms huvudavrinningsområde.